# Королівство (фільм, 2007)
«Королівство» (англ. The Kingdom) — американський драматичний бойовик режисера Пітера Берґа, що вийшов 2007 року. У головних ролях Джеймі Фокс, Кріс Купер, Дженніфер Гарнер.
Сценаристами був Метью Майкл Карнаген, продюсерами — Майкл Манн і Скотт Стубер. Вперше фільм продемонстрували 22 серпня 2007 року у Великій Британії на Едінгбурзькомму міжнародному кінофестивалі.
В Україні у кінопрокаті прем'єра фільму відбулась 11 листопада 2007 року. Переклад та озвучення українською мовою зроблено студією «Так Треба Продакшн».

## Сюжет
У Саудівській Аравії на американському об'єкті було здійснено терористичний акт, під час якого гине спеціальний агент ФБР й аташе Франсіс Маннер. На розслідування зі Штатів виїжджає група із чотирьох агентів ФБР. Їм потрібно з'ясувати деталі, знайти ватажка терористів. У цьому американцям допомагає місцева поліція.

## У ролях
| Актор            | Персонаж                                            | Роль                                              |
| ---------------- | --------------------------------------------------- | ------------------------------------------------- |
| Джеймі Фокс      | Рональд Флері (англ. Ronald Fleury)                 | спеціальний агент ФБР, керівник групи             |
| Кріс Купер       | Ґрант Сайкс (англ. Grant Sykes)                     | спеціальний агент ФБР, сапер                      |
| Дженніфер Гарнер | Джанет Маєс (англ. Janet Mayes)                     | спеціальний агент ФБР, судмедексперт              |
| Джейсон Бейтман  | Адам Левітт (англ. Adam Leavitt)                    | спеціальний агент ФБР, інформаційний аналітик     |
| Ашраф Бархом     | Фаріс Аль-Ґазі (англ. Faris Al-Ghazi)               | полковник поліції у Саудівській Аравії            |
| Джеремі Півен    | Деймон Шмідт (англ. Damon Schmidt)                  | заступник керівника місії посольства США          |
| Річард Дженкінс  | Роберт Грейс (англ. Robert Grace)                   | директор ФБР                                      |
| Кайл Чендлер     | Франсіс «Фран» Маннер (англ. Francis "Fran" Manner) | спеціальний агент ФБР, аташе у Саудівській Аравії |
| Френсіс Фішер    | Елейн Флаверс (англ. Elaine Flowers)                | репортер Whashington Post                         |
| Денні Г'юстон    | Гідеон Янг (англ. Gideon Young)                     | генеральний прокурор США                          |
| Тім Макгро       | Аарон Джексон (англ. Aaron Jackson)                 |                                                   |
| Мінка Келлі      | Міс Росс (англ. Miss Ross)                          |                                                   |

## Сприйняття

### Критика
Фільм отримав змішані відгуки: Rotten Tomatoes дав оцінку 51 % на основі 182 відгуків від критиків (середня оцінка 5,8/10) і 77 % від глядачів із середньою оцінкою 3,6/5 (428,915 голосів). Загалом на сайті фільми має змішаний рейтинг, фільму зарахований «гнилий помідор» від кінокритиків, проте «попкорн» від глядачів, Internet Movie Database — 7,0/10 (85 487 голосів), Metacritic — 56/100 (37 відгуків критиків) і 6,1/10 від глядачів (95 голосів). Загалом на цьому ресурсі від критиків фільм отримав змішані відгуки, а від глядачів — позитивні.

### Касові збори
Під час показу в Україні, що стартував 1 листопада 2007 року, протягом першого тижня фільм був показаний у 17 кінотеатрах і зібрав 52,246 $, що на той час дозволило йому зайняти 5 місце серед усіх прем'єр. Показ протривав 5 тижнів і завершився 2 грудня 2007 року. За цей час стрічка зібрала 111,804 $. Із цим показником стрічка зайняла 100 місце у кінопрокаті за касовими зборами в Україні.
Під час показу у США, що розпочався 28 вересня 2007 року, протягом першого тижня фільм був показаний у 2,793 кінотеатрах і зібрав 17,135,055 $, що на той час дозволило йому зайняти 2 місце серед усіх прем'єр. Показ фільму протривав до 31 грудня 2007 року і за цей час фільм зібрав у прокаті у США 47,536,778  доларів США (за іншими даними 47,467,250 $), а у решті світу 39,121,780  доларів США (за іншими даними 39,042,352 $), тобто загалом 86,658,558  доларів США (за іншими даними 86,509,602 $) при бюджеті 70 млн $ (за іншими даними 72,5 млн $).

### Нагороди і номінації[12]
| Рік  | Нагорода                       | Категорія                                        | Номінант                                                                        | Результат |
| ---- | ------------------------------ | ------------------------------------------------ | ------------------------------------------------------------------------------- | --------- |
| 2007 | Премія Гільдії кіноакторів США | Найкращий каскадерський ансамбль в ігровому кіно | Браян Браун                                                                     | Номінація |
| 2008 | World Stunt Awards             | Найкраща робота з транспортом                    | Нік Гермз, Майкл Гілов, Аллен Робінсон, Роберт Нейґл, Кріс Ґуцці, Маріо Робертс | Номінація |
| 2008 | World Stunt Awards             | Найкраща бійка                                   | Шона Даґґінс, Сала Бейкер, Майк Сміт                                            | Номінація |

### Виноски
1. 1 2  The Kingdom: Release Info (англ.). Internet Movie Database. Архів оригіналу за 23 червня 2013. Процитовано 2 січня 2014.
2. 1 2  Королівство. Kino-teatr.ua. Архів оригіналу за 2 січня 2014. Процитовано 2 січня 2014.
3. 1 2  The Kingdom (англ.). Internet Movie Database. Архів оригіналу за 3 жовтня 2007. Процитовано 2 січня 2014.
4. 1 2 3 4 5 6  The Kingdom (англ.). The Numbers. Архів оригіналу за 2 січня 2014. Процитовано 2 січня 2014.
5. 1 2 3  The Kingdom (англ.). Box Office Mojo. Архів оригіналу за 30 січня 2012. Процитовано 2 січня 2014.
6. ↑  The Kingdom (англ.). AllMovie. Архів оригіналу за 23 лютого 2014. Процитовано 2 січня 2014.
7. ↑  The Kingdom: Full Cast & Crew (англ.). Internet Movie Database. Архів оригіналу за 25 червня 2013. Процитовано 2 січня 2014.
8. ↑  The Kingdom (англ.). Rotten Tomatoes. Архів оригіналу за 29 січня 2009. Процитовано 2 січня 2014.
9. ↑  The Kingdom (англ.). Metacritic. Архів оригіналу за 18 квітня 2014. Процитовано 2 січня 2014.
10. ↑  The Kingdom — Ukraine Weekend Box Office (англ.). Box Office Mojo. Архів оригіналу за 2 січня 2014. Процитовано 2 січня 2014.
11. ↑  Ukraine Yearly Box Office. 2007 (англ.). Box Office Mojo. Архів оригіналу за 23 листопада 2013. Процитовано 2 січня 2014.
12. ↑  The Kingdom: Awards (англ.). Internet Movie Database. Процитовано 2 січня 2014.